# اللغات الفرانكونية

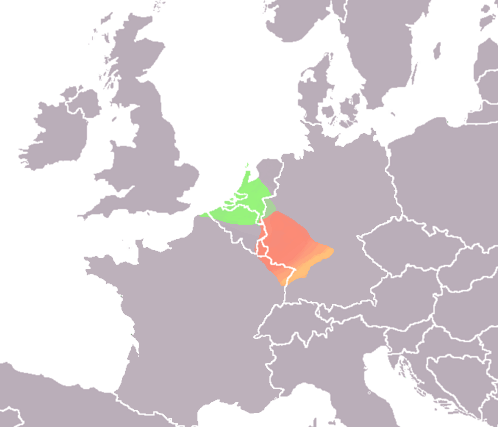
خريطة توضح المناطق الأوروبية التي تستخدم فيها حالياً اللغات واللهجات الفرانكونية.
الرمز:
اللغات الفرانكونية الدنيا في هولندا، بلجيكا، وفرنسا (الفلمنية الفرنسية)
اللغات الفرانكونية الدنيا في ألمانيا (الميز-راينية)
الجرمانية الغرب وسطية (الفرانكونية الوسطى اللهجات الفرانكونية الوسطى واللهجات الفرانكونية الراينية)
الجرمانية الفرانكونية العليا الإنتقالية (الجرمانية الفرانكونية الشرقية والجنوبية)

الفرانكونية هو مصطلح يشير بشكل جماعي إلى عدد من اللغات واللهجات ربما مشتقة من اللغات واللهجات المحكية في الأصل من قبل الفرنجة. وهي تشمل اللغات الفرانكونية الدنيا والتي تعتبر اللغة الهولندية عضواً أساسياً بها، واللهجات الألمانية الغرب وسطية (المعروفة أيضاً باسم «اللهجات الفرانكونية الوسطى»)، والعديد من اللهجات الجرمانية العليا الانتقالية التي كانت تستخدم في فرنكونيا. وهناك وجهات نظر مختلفة للغويين حول ما إذا كانت هناك مجموعة لغوية فرانكونية حقاً، وسواء هذه اللغات واللهجات قد انحدرت حقاً من نفس لغة بروتو واحدة مثل Istvaeonic أو من الفرنكية القديمة.

## ثلاث مجموعات

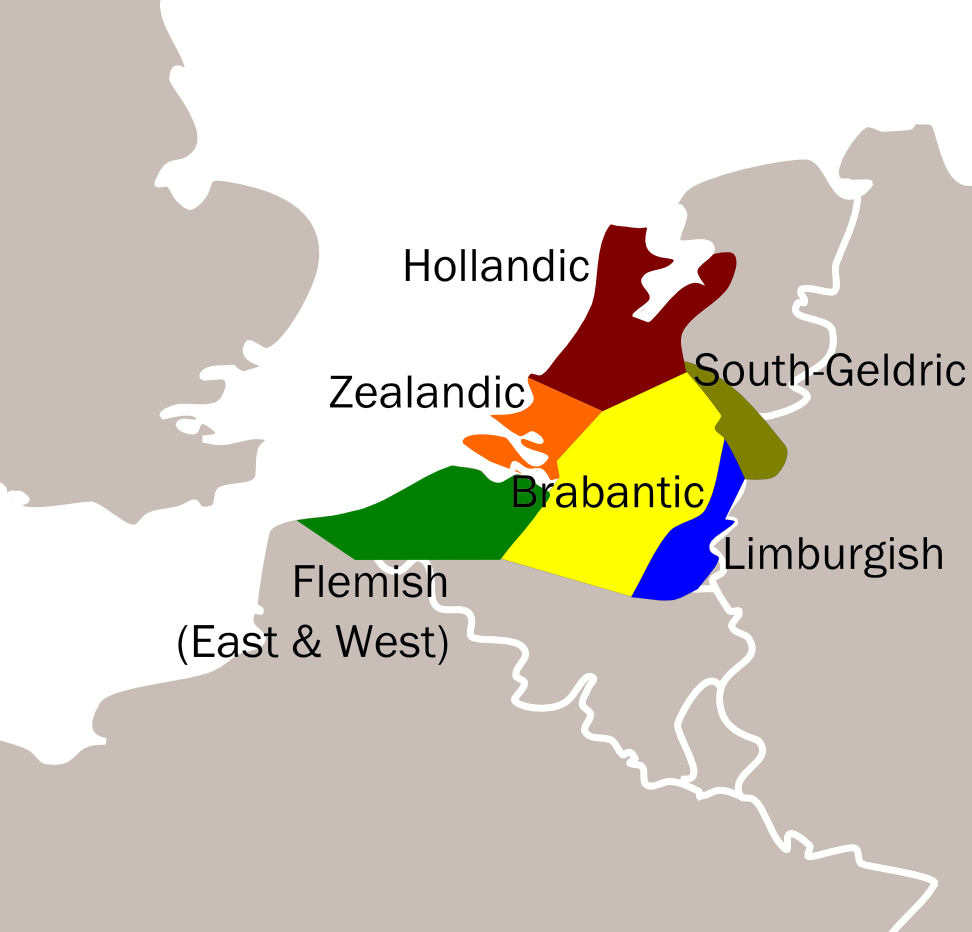
اللهجات الفرنكية الدنيا

### الفراكونية الدنيا
الفرانكونية الدنيا وتسمى أيضاً الفرنكية الدنيا تتكون من اللغات الهولندية، الأفريكانية، الليمبورغية ولهجاتها، ويرى بعضها أحياناً أنها لغات إقليمية. وهذه اللغات محكية في هولندا، بلجيكا، فرنسا، جنوب أفريقيا، ناميبيا، والطرف الغربي من ألمانيا (بالألمانية Niederrhein، دوقية كليفه السابقة)، سورينام، ومنطقة الكاريبي، وكذلك في الولايات المتحدة، كندا، أستراليا ونيوزيلندا.
مع ما مجموعه أكثر من 40 مليون ناطق تكون الفرانكونية الدنيا هي الأكثر عدداً بين المجموعات الثلاث، كما أنها الأكثر انتشاراً على الصعيد العالمي، والمجموعة الوحيدة التي لديها أعضاء دول لهم لغات رسمية، ووطنية وفصحى.
وفي بعض الأحيان يتم وضع الفرانكونية الدنيا جنباً إلى جنب مع الألمانية الدنيا بدلاً من اللبس بأنها «ألمانية سفلى»، فإنه على أية حال لا يستند هذا التجميع على الابتكارات اللغوية الشائعة، ولكن لغياب ملامح تبدل الأحرف الساكنة في الألمانية العليا واللغات الانجلو الفريزية، أما العلماء المعاصرين فيفضلون عدم تجميعها. وثمة منطقة انتقالية بين الفرانكونية الدنيا والفرانكونية الوسطى تكونت فيما يسمى باللهجات الميز- راينية (على سبيل المثال الديتشية الدنيا، البرخية، والبرخية الشرقية) الواقعة في جنوب ليمبورخ الهولندية والمنطقة الألمانية الراين السفلى.
- الهولندية (الفرانكونية الغربية الدنيا)
  - البرابنتية، المحكية في شمال برابنت، في المقاطعات البلجيكية أنتويرب وبرابانت فلاماند وكذلك في المناطق المجاورة من ليمبورخ الهولندية وليمبورخ البلجيكية
  - الخلدرية الجنوبية، التي تستخدم في خيلدرلند والمناطق المتاخمة لها في الولاية الألمانية شمال الراين وستفاليا (Kleverländisch)
    - البرخية الشرقية، وهي جزء من مجموعة اللهجات الميز- راينية الانتقالية مع الريبواريه
    - لهجة بيلا الهولندية في بيلا (آيوا)، الولايات المتحدة

  - الفلمنية الغربية، التي تستخدم في فلاندرز الزيلندية وفلاندرز الغربية البلجيكية
    - الفلمنية الفرنسية في فلاندرز الفرنسية

  - الفلمنية الشرقية، وتستخدم في شرق فلاندرز الزيلندية، وفلاندرز الشرقية البلجيكية، وفي المناطق المجاورة من فلاندرز الغربية
  - الزيلندية، التي تستخدم في زيلند والبلدية المجاورة خوريه- أوفرفلاكيه
  - الهولنديكية التي تستخدم في شمال وجنوب هولندا
  - الهولندية السورينامية
  - الهولندية الجيرسية
  - الإستادسفريزية
- الليمبورخية (الفرانكونية الشرقية الدنيا)، تستخدم في ليمبورخ الهولندية والبلجيكية، وكذلك في المناطق المجاورة من لياج والولاية الألمانية شمال الراين وستفاليا
  - البرخية الدنيا، وتستخدم فقط في ألمانيا، وهي جزء من مجموعة اللهجات الميز- راينية الانتقالية
  - اللهجات الديتشية الدنيا (Platdiets) في الشمال الشرقي من المقاطعة البلجيكية لياج
  - اللهجة الليمبورخية الجنوب شرقية، وهي جزء من مجموعة اللهجات الميز- راينية الانتقالية
- الأفريكانية

## معنى الفرانكونية
مثلما ينطبق على اللغات الحديثة فإن الفرانكونية تتنوع في المعنى، فقد تشير إلى مجموعة اللهجات الجرمانية الغربية المحكية في راينلاند، بما في ذلك الهولندية من جهة وجميع اللهجات الانتقالية بين الهولندية والألمانية الفصحى من جهة أخرى، بما في ذلك، والتي لا تشارك بالكامل في نظام تبدل الأحرف الساكنة في الألمانية العليا أو تقطيع حروف العلة diphthongization الألمانية لأحرف العلة الطويلة  وهذه المنطقة تتبع مسار البينراث والسباير وهي منطقة يقع على طولها التغييران الاثنان جنباً إلى جنب مع التغييرات الأخرى. ومن وجهة نظر علم اللغة منطقة الراينلاند هي منطقة وسيطة تقع بها المروحة الراينية، وهي منطقة تتلاقى بها ثمانية خطوط لغوية.

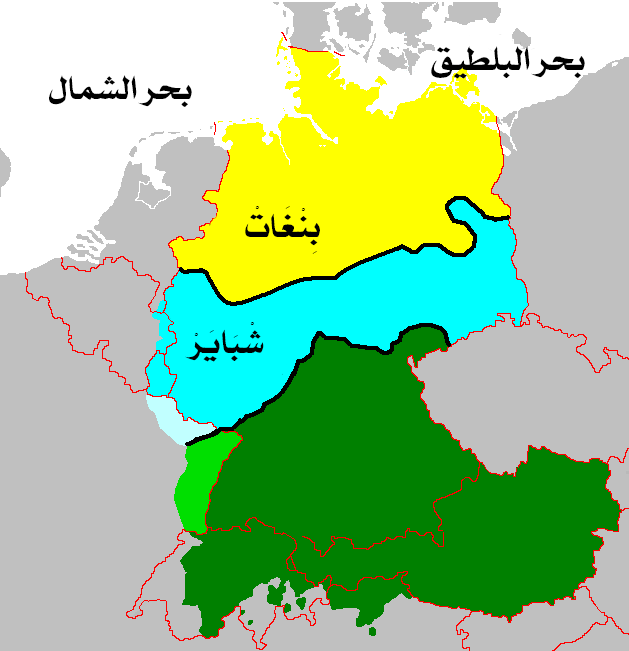
تقسم الألمانية العليا إلى جرمانية أعلى (الخضراء) وجرمانية وسطى (الأزرق)، ويتم تمييزها عن الألمانية السفلى (الصفراء) والهولندية. والخطوط اللغوية الرئيسية، البينراث والسباير تتميز باللون الأسود.

وليس كل اللهجات الهولندية تقع في راينلاند، الأكثر من ذلك فإن الفرانكونية التاريخية التي تشمل جوانب أخرى من لغة الفرنجة كان يتحدث بها أيضاً في البلدان المنخفضة، بينما الهولندية محكية بين راينلاند وبحر الشمال. والتعريف الثاني يوسع نطاق الفرانكونية لتشمل الأراضي المنخفضة إلى الغرب، وإلى الشرق على طول الطريق إلى بامبرغ في شرق فرانكونيا، وإلى الجنوب بقدر ما حتى تصل إلى الألزاس بعيداً عن راينلاند. وبالتالي في هذا التعريف فإن اللغات الفرانكونية تتكون من الدول المنخفضة (هولندا وبلجيكا ولوكسمبورغ)، وأجزاء من فرنسا (على سبيل المثال منطقة دنكرك ونصف منطقة لورين)، وغرب ووسط ألمانيا (حوالي آخن وكولونيا وترير.)، وكذلك كل من فرانكونيا السابقة  وبالإضافة إلى هذه اللهجات الأوروبية فإن الفرانكونية تشمل اثنين من اللهجات في الخارج: الأفريقانية المحكية في جنوب أفريقيا والألمانية البنسلفانية المحكية في أمريكا الشمالية.
والفرق بين اللهجة واللغة في كثير من الأحيان مثير للجدل فبشكل عام اللغة تحوي اللهجة لكنهما ليسا متطابقين، إلا إذا كانت اللغة تحوي لهجة واحدة. وتعتبر اللغات الفرانكونية لهجات للغات الألمانية والهولندية رغم أنها تسمى لغات. وتنقسم اللهجات إلى مزيد من النطاقات تحت اسم مشترك والذي يمكن تقسيمه أيضاً، على سبيل المثال، الفلمنية هي لهجة من اللغة الهولندية، وتنقسم إلى فلمنية شرقية وغربية. وليس كل اللهجات الهولندية والألمانية فرانكوني، فعلى سبيل المثال في حالة اللغة الألمانية يستبعد من فئة «الفرانكونية» المنطقة الألبية العليا، أو لهجات شوابيا، بافاريا، النمسا، وسويسرا، فضلاً عن لهجات مختلفة من الألمانية.
وكلمة «الفرانكونية» تشير إلى مجموعة من اللهجات وليس إلى لغة  فاللغات يجب أن تكون ذات صلة وراثية، ما لم يتم تعريفها على أنها معزولة؛ بمعنى أن لغة الأم تنحدر إلى لغات أصغر، أو لغات انعكاسية، والتي يتم تعريفها بهذا المنطق أنها «ذات صلة». أما اللهجات فلا ترتبط بالضرورة، على سبيل المثال الألمانية والهولندية واللتان ترتبطان ارتباطاً وثيقاً تنحدرا من عائلة بروتو الجرمانية، وهي لغة الأم. أما اللهجات الهولندية الألمانية فلا ترتبط في أي مرحلة من مراحل تطورها بالضرورة مع بعضها البعض، فالعناصر الحاسمة في اللهجة قد تأتي من أي لغة أو أن يتم ابتكارها حتى. فلا يوجد لهجة فرانكونية يجب أن تكون ذات صلة مع أي لهجة أخرى تحمل عنوان الفرانكونية، على سبيل المثال الفرانكونية القديمة الدنيا، وهي مرحلة سابقة للهولندية الحديثة، لا علاقة لها باللهجات الفرانكونية القديمة الألمانية العليا. علاوة على ذلك لا علاقة بين الفرانكونية الوسطى والألمانية الشرقية العليا.

## نظرة تاريخية للمفهوم اللغوي ومعنى الفرانكونية
كلمة «الفرانكونية Franconian» هي كلمة إنجليزية تماماً. أما الأوروبيون فيستخدمون اللفظ المعادل «الفرنكية Frankish»، من الأصل اللاتيني Franci والذي له نفس المعنى، على سبيل المثال اللفظ الألماني للفرانكونية القديمة هو alt-Fränkisch. أما اللغوي الهولندي، يان فان فليت (1622-1666) فإنه يستخدم Francica أو Francks ليعني لغة («الفرانكيين القديمة oude Francken»). فبالنسبة لفان فليت، انحدرت الفرنكية من oud Teuts: ما يشار إليه اليوم بلغة بروتو الجرمانية.

### الهولندية القديمة
وهناك مصطلحاً ثانياً قيد الاستخدام من قبل فان فليت هو oud Duijts ويعني "الهولندية القديمة"، حيث تعني كلمة Duijts مجموعة اللهجات الجرمانية القارية (الأوروبية) بأكملها " وأصبحت مصطلحات Nederlandsch و Nederduijts قيد الاستخدام في الهولندية المعاصرة. وقد استخدم فان فليت مصطلح "oud Duijts" بشكل غير واضح لتعني في بعض الأحيان "الفرنكية"، وأحياناً "الهولندية القديمة"، وأحياناً "الهولندية الوسطى"، ربما لأن المصطلحات لم تكن محددة بعد في ذهنه. وظلت كلمة Duijts قيد الاستخدام العام حتى حوالي عام 1580م مشيرة إلى اللغة الهولندية، لكنها استبدلت فيما بعد بكلمة Nederduytsch.
ولم يضع اللغويون الإنجليز أي وقت في ترجمة مصطلح "فان فليت" oud Duijts إلى اللغة الإنجليزية إلى "الهولندية القديمة". ثم تنافس الاسم اللغوي "الهولندية القديمة" على أية حال مع الصفة "الهولندية القديمة" التي كان يقصد بها نظام الكتابة المبكر في الهولندية مثل القافية الهولندية القديمة، أو الأمثال الهولندية القديمة، على سبيل المثال كتاب "الأمثال الهولندية القديمة" لبرانت، وفي الترجمة الإنجليزية لمترجمه جون تشايلد ورد عام 1721: Eendracht maekt macht, en twist" verquist" (الاتحاد قوة، والخلاف ضعف)" ويعني الهولندية المعاصرة والهولندية القديمة. وفي مقدمة الكتاب أشار تشايلد إلى اللغة التي كتب بها الكتاب على أنها "الهولندية الأصلية الدنيا". من ناحية أخرى "الهولندية القديمة" كانت صفة شائعة إنجليزية مستخدمة في القرن 18 للإشارة إلى الأشخاص والأماكن والأشياء.

## فهرست
- Dekker، Cornelis (1998). The origins of Old Germanic studies in the Low Countries. Brill's studies in intellectual history, v.92. Leiden: Brill.
- Feulner، Hans-Jürgen؛ وآخرون (1997). Wie såchd denn Ihr dezu?: Ein fränkisches Mundart-Wörterbuch für den Landkreis Kronach. Schirmer Druck, Mitwitz. ISBN:3-9803467-3-0. {{استشهاد بكتاب}}: Explicit use of et al. in: |الأول= (مساعدة)
- Munske، Horst Haider and Hinderling, Robert (1996). Bavarian Linguistic Atlas (Linguistic Atlas of Bavaria-Swabia, Linguistic Atlas of Middle Franconia, Linguistic Atlas of Lower Franconia, Linguistic Atlas of North East Bavaria, Linguistic Atlas of Lower and Upper Bavaria). University Press, Heidelberg. ISBN:3-8260-1865-6.{{استشهاد بكتاب}}:  صيانة الاستشهاد: أسماء متعددة: قائمة المؤلفين (link)
- Munske، Horst Haider and Klepsch, Alfred (2003, updated in 2004). Linguistic Atlas of Middle Franconia. University Press, Heidelberg. {{استشهاد بكتاب}}: تحقق من التاريخ في: |سنة= (مساعدة)صيانة الاستشهاد: أسماء متعددة: قائمة المؤلفين (link)
- van der Horst، J. M. (2002). Introduction to Old Dutch. University Press, Leuven.
- Wells، Chris (1985). German. A Linguistic History to 1945. Clarendon Press, Oxford.